# The Philly Kid – Never Back Down
The Philly Kid – Never Back Down ist ein US-amerikanisches Filmdrama aus dem Jahr 2012.

## Handlung
Als Dillon und Jake in einen Laden gehen, wird ihr Freund, der vor dem Laden wartet, ausgeraubt. Der jedoch wehrt sich und ruft nach seinen Freunden. Diese kommen schnell, während der Ladenbesitzer die Polizei ruft. Als die drei Freunde die Räuber in die Flucht schlagen, wird einer von den Banditen erschossen. Als dann die Polizei eintrifft, erschießen die Polizisten den dritten der Freunde, der wiederum einen Polizisten abschießt. Dillon wird für den Polizistenmord unschuldig zu zehn Jahren Gefängnis verurteilt.
Als Dillon zehn Jahre im Gefängnis ist, wird er Opfer einer schweren Gefängnisattacke – aber er überlebt.
Als Dillon auf Bewährung aus dem Gefängnis kommt, trifft er sich mit seinem alten Freund Jake. Dieser macht mit ihm einen Besuch bei einem Wrestler-Club und will, dass Dillon wieder mit dem Wrestling anfängt. Als Dillon dann geht, wird er auf dem Heimweg von Marks, dem Polizisten, dessen Partner er an jenem Abend angeblich erschossen hat, mit seinem neuen Partner verprügelt und bekommt Drohungen. Am nächsten Tag zeigt Jake ihm ein Geschäft, in dem er arbeiten kann, und bekommt den Job auf Probe. Er fängt gleich an zu arbeiten und trifft dabei Amy. Am nächsten Tag trifft ihr Bruder Jake sie bei der Arbeit und bittet um Geld. Dieser wird darauf von Ace gekidnappt, da er viele Spielschulden hat. Amy sucht schnell ihren Onkel im Laden auf, trifft aber nur Dillon. Sie macht sich mit ihm auf den Weg zu Ace. Dillon macht mit ihm den Deal, dass er für ihn im Texas Club kämpft und das Geld, das er verdient, dafür zu verwenden, die 30.000 US-Dollar Schulden abzubauen.
Dillon gewinnt seinen Kampf und seitdem geht es gut weiter, so gut, dass er ab jetzt von LA Jim trainiert wird.
Als er den Kampf, nach dem er aufhören will, weil die Schulden dann weg sind, hat, kann er während des Kampfes kaum noch etwas sehen. Trotzdem gewinnt er und es stellt sich heraus, dass sein Gegner Drogen an den Handschuhen hatte und er deswegen nichts sah.
Als LA Jim dann alleine herumsteht, wird er von Marks erschossen. Dieser und sein Partner fahren schnell zu Dillon und Jake und verprügeln sie erneut. Marks sagt, es war geplant, dass Dillon den letzten Kampf verliert und er habe 200 Tausend US-Dollar verloren. Dillon solle den nächsten Kampf verlieren. Dann schießt er Jake in die Backe und sie verschwinden.
Dillon macht sich aus den Drohungen nichts und will den Kampf gewinnen. Amy sorgt dafür, dass der Marks’ Partner durch ein Mittel im Getränk ausgeschaltet wird. Als Dillon den Kampf gewinnt, will Marks seine Waffe ziehen, doch dann kommen viele Polizisten und nehmen ihn fest.

## Hintergrund
Der Film wurde von After Dark Films, Autonomous Films, Fourth Floor Productions und Signature Pictures produziert. Das Budget betrug schätzungsweise 5 Millionen US-Dollar.
Der DVD- und Blu-ray-Start war am 31. März 2013.